# Мануал
Мануалът е названието на клавиатурата при органите, клавесините, клавикордите и синтезаторите. Тъй като при органа има и педалиера, организирана като още една клавиатура, то за клавиатурата, задействана с ръцете, се употребява терминът „мануал“ (на латински: manus – „ръка“). Впоследствие той се налага и за някои други инструменти.
Стандартният мануал обхваща диапазон до пет октави. Най-често е с обем от 58 или 61 клавиша, но има и инструменти с по 49, 44, или дори 37. Клавишите са организирани по същия начин, както е и при всички други клавирни инструменти – клавишите за тоновете са оцветени в бяло, а за полутоновете – в черно. В някои случаи, предимно в органите от епохата на барока, цветовете са разменени.
Една от основните разлики между клавиатурата на пианото и мануала се състои в това, че мануалът не е с динамични клавиши – силата, с която се удрят клавишите, не е от значение за динамиката.